# Grethe Meyer - Danmarks porcelænsdronning
|  | Denne artikel er oprettet af botten Steenthbot ud fra en ekstern database. Den kan derfor have sproglige fejl eller mangler. Denne skabelon kan fjernes efter kontrol af indholdet. |

Grethe Meyer - Danmarks porcelænsdronning er en dansk dokumentarfilm fra 2022 instrueret af Isabel Bernadette Brammer.

## Handling
Dansk design er kendt over hele verden for sin funktionalitet og tidløshed, men de fleste kvindelige designere er gennem tiden blevet overset. Dette er historien om den banebrydende Grethe Meyer, der insisterede på at skabe enkle designs til folket; på trods af de enorme konsekvenser, det havde for hende. 
Hun blev uddannet arkitekt i 1947 som eneste kvinde på sin årgang, hvilket var så bemærkelsesværdig, at det blev omtalt i avisen. Som enlig mor kombinerede hun humanistisk tænkning med videnskabelige principper. Hun analyserede sig ind i sine designs; arbejdede, omarbejdede, afprøvede. 
Vi får gennem interviews og rekonstruktioner et unikt indblik i Grethes tanker og arbejdsmetoder. Hendes personlige historie som kvinde, designer, mor og elsker er en sårbar fortælling, der sætter hendes karriere og eftermæle i perspektiv.